# Kabinett Knorr
Das Kabinett Knorr bildete die vierte Landesregierung des Freistaates Anhalt im Jahre 1924 und bildete den 3. Landtag.
Nach dem Ende des Kabinetts Deist II war dies eine kurzzeitige Landesregierung (Beamtenkabinett) aus einer anderen Parteienkonstellation, als die seit der Gründung des Freistaates Anhalt 1918 regierenden Konstellation aus SPD und DDP.
Diese Regierung wurde eingesetzt, nachdem die Versuche einer Regierungsbildung gescheitert waren und beschlossen worden war, dass Anfang November 1924 Neuwahlen abgehalten werden sollten.
| Kabinett Knorr – 9. Juli 1924 bis 25. November 1924 \| Amt \| Name \| Partei \| \| --------------------------- \| --------------------------------- \| -------- \| \| Ministerpräsident \| Dr. Willy Knorr \| DNVP \| \| Staatsräte (Staatsminister) \| Dr. Johannes Rammelt Hugo Jäntsch \| DVP DNVP \| |                                   |          |
| Amt | Name                              | Partei   |
| Ministerpräsident | Dr. Willy Knorr                   | DNVP     |
| Staatsräte (Staatsminister) | Dr. Johannes Rammelt Hugo Jäntsch | DVP DNVP |